# 너의 여자친구
"너의 여자친구"는 2019년에 개봉한 대한민국의 영화이다.

## 캐스팅
- 이엘리야 : 혜진 역
- 지일주 : 휘소 역
- 허정민 : 용태 역
- 김기두 : 창길 역
- 이진이 : 하나 역
- 김희선 : 라진 역
- 정예진 : 혜경 역
- 류혜린 : 은정 역
- 고건한 : 영철 역
- 이태검 : 양 코치 역
- 정성우 : 돈사장 역
- 김유리 : 하미 역
- 김남경 : 제임스 변 역
- 이유미 : 진행요원 역
- 정우림 : 유도부 부주장 역
- 김종호 : 유도부 3 역
- 김형균 : 전자과 1 역
- 이승재 : 전자과 2 역
- 고은호 : 전자과 3 역
- 지산하 : 전자과 4 역
- 이원준 : 전자과 5 역
- 박도현 : 전자과 6 역
- 박준형 : 전자과 7 역
- 김민섭 : 전자과 8 역
- 윤민희 : 자전거여대생 역
- 설수지 : 상대선수 1 역
- 임희선 : 상대선수 2 역
- 박소민 : 친선경기선수 1 역
- 박승연 : 친선경기선수 2 역
- 이자연 : 바닷가 산책녀 역
- 정현우 : 장애인택시운전사 역
- 김도연 : 자전거탄남자 역
- 백규민 : 풍선남 역
- 성지송 : 첼로 출연 역
- 윤서진 : 목소리 아역 1 역
- 장부경 : 목소리 아역 2 역
- 오지후 : 목소리 아역 3 역
- 이한위 : 혜진 부 역 (특별출연)
- 서정연 : 혜진 모 역 (특별출연)
- 서광재 :  휘소 부 역 (특별출연)
- 장희수 : 휘소 모 역 (특별출연)
- 조현식 : 유도부 주장 역 (특별출연)

## 같이 보기
- [2019년 대한민국의 영화 목록]